# Jedynka w Słubicach
Galeria „Jedynka” w Słubicach – budynek handlowy w Słubicach.

## Historia obiektu
Budynek został wzniesiony w ok. 1800 r. jako Gospoda pod Siedmioma Szwabami, a od 1845 r. szkoła dla dziewczyn. W latach 1903–1904 szkołę powiększono o trzypiętrowy budynek umiejscowiony przy obecnej ulicy Wojska Polskiego. W 1945 roku po włączeniu w granice Polski prawobrzeżnej części Frankfurtu nad Odrą (dzisiejszych Słubic) obiekt ten został zaadaptowany jako Szkoła Podstawowa nr 1. W latach 90. budynek został opuszczony z powodu złego stanu technicznego.
W 2006 roku zachodnia część obiektu stojąca wzdłuż ul. Wojska Polskiego została wyremontowana i zaadaptowana jako supermarket Biedronka, wyburzono także dobudowaną w latach 1903–1904 trzypiętrową część budynku zastępując ją przedłużeniem na wzór zachodniej części obiektu. Główna (południowa) część budynku przy Placu Przyjaźni i ul. Seelowskiej po gruntownym remoncie w 2008 roku i zamontowaniu zegara została zaadaptowana jako galeria handlowa „Jedynka”. Swoją siedzibę ma tu m.in. słubicka redakcja „Gazety Lubuskiej”. Budynek nazywany jest potocznie przez mieszkańców „ratuszem” z racji wyglądu i położenia budynku (Plac Przyjaźni, który jest rynkiem miejskim).